# Yei
Yei – miasto w Sudanie Południowym, stolica stanu Yei River, blisko granicy z Ugandą. W mieście znajduje się małe krajowe lotnisko Yei, a także katedra katolickiej diecezji Yei.

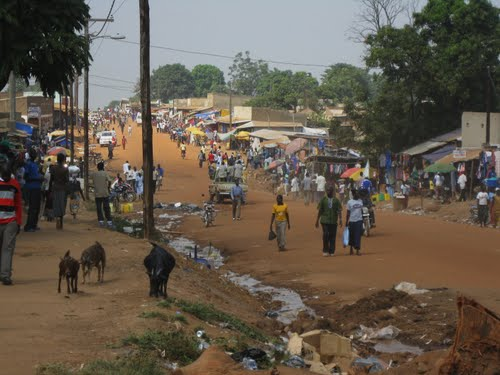
Jedna z ulic miasta

## Demografia
Miasto zamieszkuje 171 412 osób (2010). W czasie drugiej wojny domowej większość mieszkańców uciekło z miasta. Podpisanie w 2005 roku traktatu pokojowego między władzami północnej i południowej części Sudanu przyczyniło się do powrotu dużej części uchodźców.

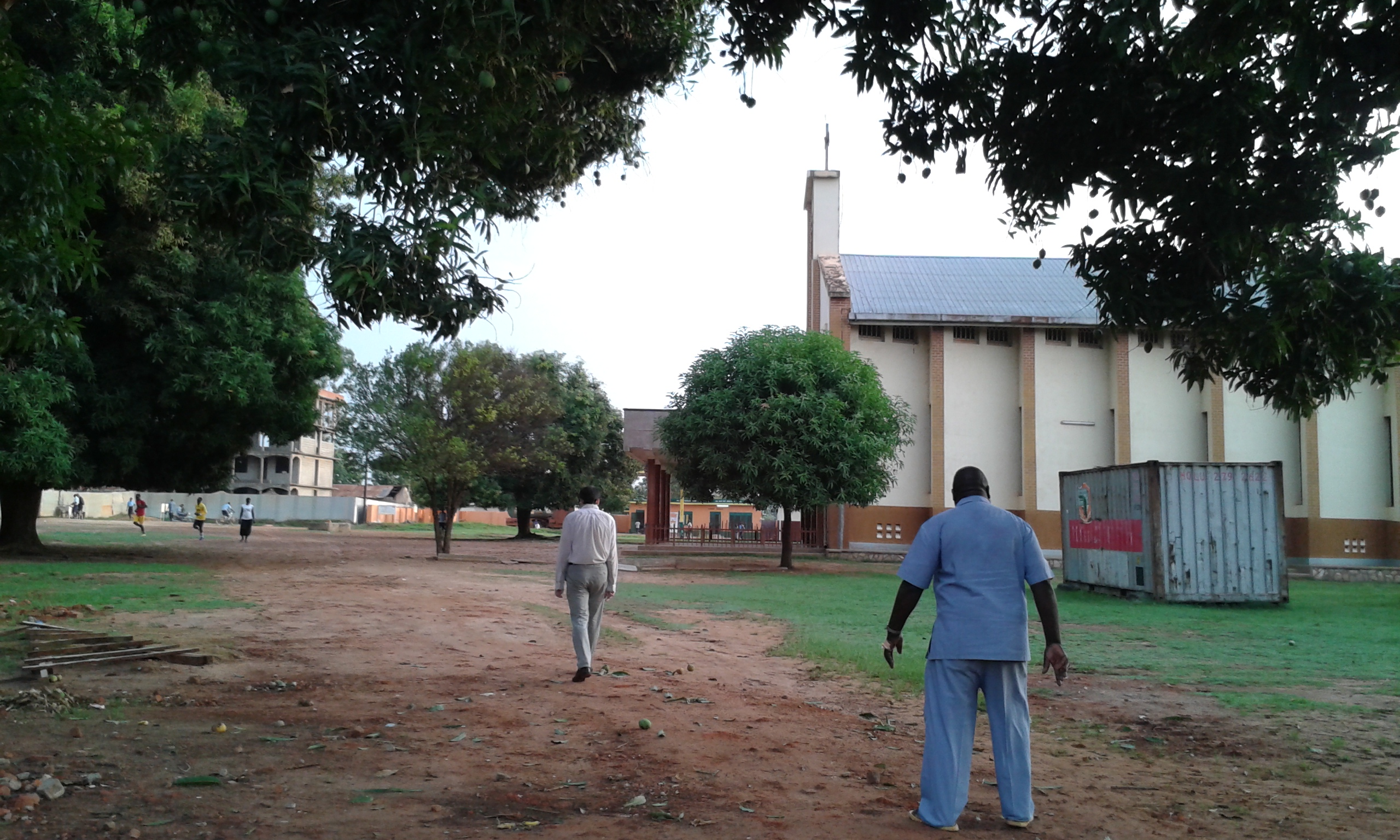
Kościół katedralny pw. Chrystusa Króla katolickiej diecezji Yei.

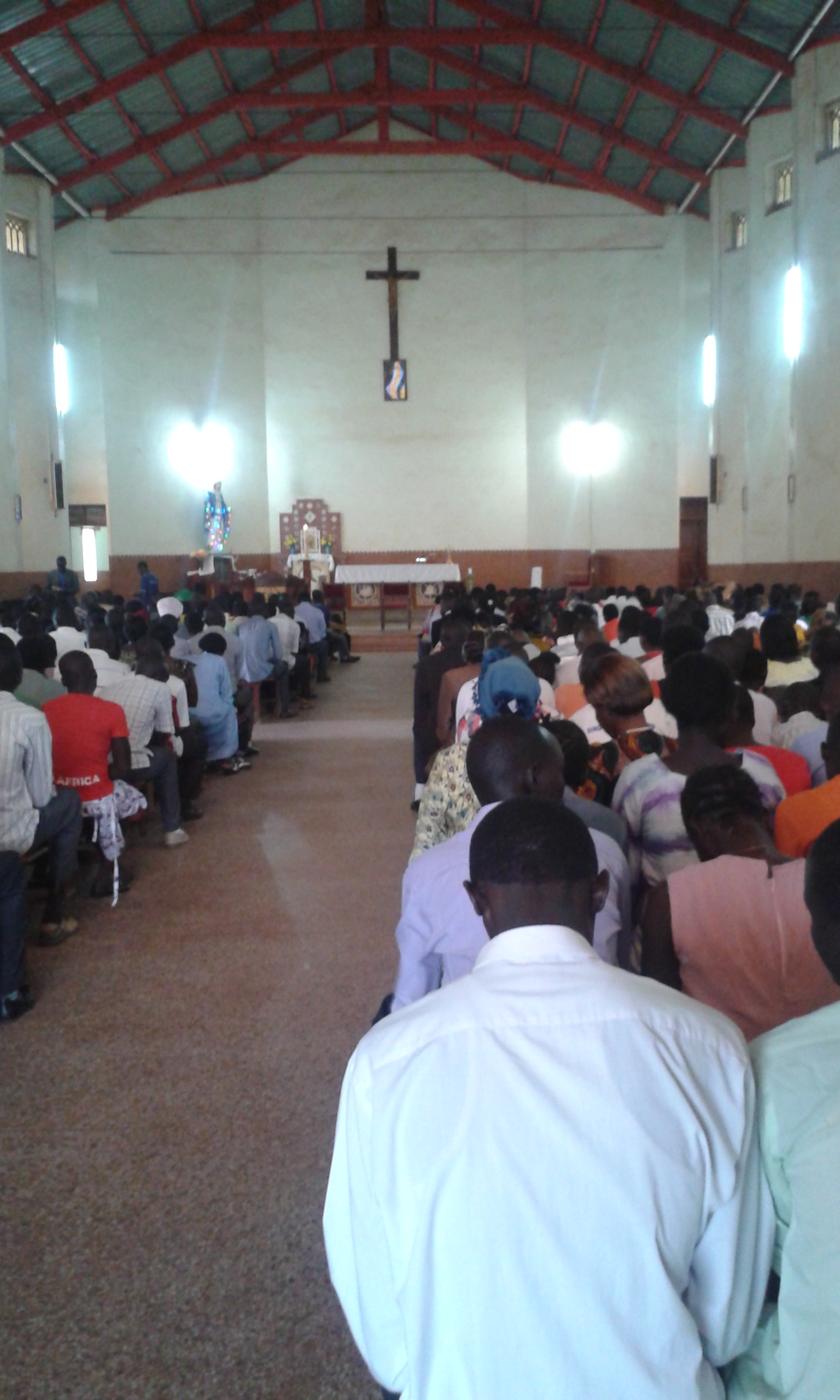
Niedzielna Eucharystia w katedrze Chrystusa Króla.

## Życie religijne
Yei jest stolicą katolickiej diecezji o tej samej nazwie. Jej biskupem od początku utworzenia diecezji w 1986 r. jest biskup Erkolano Lodu Tombe. Siostry werbistki prowadzą przychodnie lekarską St. Bakhita Health Centre, w której od 2015 r. znajduje się także oddział położniczy. Przy katedrze działają także szkoły, Caritas oraz ośrodek counselingu.
W mieście działa także Kościół episkopalny, który oprócz parafii prowadzi przychodnię zdrowia.
W mieście istnieje też mała społeczność muzułmańska, przewodniczącym wspólnoty muzułmańskiej w powiecie Yei, jest Saied Jamba.
Istnieją także dwa radia chrześcijańskie, katolickie Radio Easter oraz protestanckie Spirit FM. Easter FM należy do sieci katolickich rozgłośni Sudanu południowego, utworzonej przez kombonianów.